# Türkmenabat
Türkmenabat (en turcman ciríl·lic: Түркменабат) és una ciutat de Turkmenistan, capital de la província de Lebap. Segons el cens de 1999, la seva població és de 203.000 habitants. Està situada a 5 km de la riba esquerra de l'Amudarià prop de la frontera amb Uzbekistan. Està rodejada arreu per desert.

## Noms
El primer nom de la ciutat va ser Amul (o Āmul). Des del segle xv fins al 1924 s'anomenava Txardjui (persa: چهارجوی, čahârjuy; rus: Чарджуй), nom persa que vol dir «quatre canals». De 1924 a 1927 s'anomenà Leninsk (rus: Ленинск) de vegades especificat com el Leninsk Turcman (rus: Ленинск-Туркменский). El 4 de febrer de 1927 va passar a anomenar-se Novi Txardjui (rus: Новый Чарджуй, «nova Txardjui») i des de 1940 Txardjou (rus: Чарджоу). Entre 1992 i 1999 es traduí el nom oficial al turcman en Txardjev (turcman: Çärjew/Чәрҗев; rus: Чарджев). Des de 1999 s'anomena Türkmenabat que és una combinació de turcman amb el sufix -abad que significa població o lloc cultivat.

## Història
A l'edat mitjana, amb el nom Amul, formava part del Khorasan (província del Califat) i era un centre de caravanes entre el Khorasan i Khivà. Prop d'Amul, el samànida Ismail I ben Ahmad, va derrotar a l'alida Muhammad ibn Bashir l'any 900. Per diferenciar-la de la ciutat d'Amol (Amul) al Daylam, els autors àrabs l'anomenen com Amul Zamm (al-Baladhuri), Amul Djayhun o Amul al-Shatt.
El nom de Txardjui  (Čardjuy) el va rebre sota els timúrides. Babur diu que va travessar el riu a Čarju el 1477/1478. El 1504 s'esmenta la fortalesa de Čarju que es va rendir als uzbeks. Sota aquests fou el principal pas del riu amb barques sempre a punt i ponts de vaixells preparats pel pas de grans exèrcits. Nadir Shah va creuar aquí el 1740. Mai no fou residència de cap príncep o sobirà local, però el 1879 hi residia el príncep hereu de Bukharà (el Türe Djan) en un palau construït al segle xix; la resta de la ciutat era poc més que un llogaret amb una ciutadella. Els bandits assolaven tota la regió fins a la vora de la vila i no es podia sortir per feines agrícoles, o explotació de boscos, sense protecció de soldats.
El 1884 els turcmans de Merv es van sotmetre a Rússia i un ferrocarril va arribar a la vora de la ciutat el 1886. Llavors Čardjuy va passar a ser residència d'un beg de Bukharà. L'emir de Bukharà va concedir als russos un territori a 17 km, proper a l'estació de tren, on els russos van fundar (1886) una nova ciutat que tenia uns 5000 habitants el 1914; un pont es va fer el 1901 per travessar el riu de la nova ciutat cap a Bukharà. El 1917 les dues ciutats tenien 15000 habitants.
Sota els soviètics va esdevenir un centre administratiu i des de 1924 industrial. La nova ciutat tenia 14.000 habitants el 1926 (8000 russos) i va arribar a 54500 el 1939. Fins vers el 1930 es va pensar a fer-la capital de la República Socialista Soviètica del Turkmenistan. El 1939 la nova ciutat fou declarada capital de l'oblast del mateix nom (21 de novembre de 1939).
El 1955 era la segona vila del Turkmenistan. Segueix sent important nus de comunicacions ferroviàries i centre industrial. Darrerament hi ha tendència a portar les indústries cap a la capital del país Aşgabat. Disposa d'un aeroport. A la rodalia es troba la Reserva de desert de Repetek amb els seus famosos cocodrils del desert (de fet iguanes anomenades zemzen). La població actual inclou més d'un 30% d'uzbeks.
La vella ciutat va agafar el nom de Kaganovičesk, i es troba a només 7 km dels barris exteriors de la ciutat nova. La seva població es va reduir tal com augmentava la de la nova i va arribar a 2042 habitants el 1931.
L'oblast de Txardjui o Txardjev fou creat el 21 de novembre de 1939 amb una superfície de 93.000 km² .